# Jaroslav Vrchlický
Treść tego artykułu może nie być zgodna z zasadami neutralnego punktu widzenia.
 Po wyeliminowaniu niedoskonałości należy usunąć szablon [[Szablon:Dopracować|]] z tego artykułu.
Jaroslav Vrchlický, właśc. Emil Frida (ur. 17 lutego 1853, zm. 9 września 1912) – czeski poeta i dramaturg, krytyk, eseista i tłumacz, członek honorowy Towarzystwa Muzeum Narodowego Polskiego w Rapperswilu od 1897 roku.

## Życiorys
Pochodził z Loun, jego ojciec był kupcem. Uczył się w gimnazjum w Slaným (od 1862 r.), Pradze i Klatovach. Studiował filozofię, literaturę i kulturę romańskiego kręgu językowego na Uniwersytecie Karola w Pradze. Był redaktorem czasopisma „Lumír”, na studiach założył towarzystwo lumirowców, którzy uznawali sztukę za najważniejszy przejaw ekspresji narodowej. Podróżował po Włoszech, Francji, Danii, Polsce (1898). Od 1890 członek Czeskiej Akademii Nauk i Sztuk. Od 1891 poseł do parlamentu wiedeńskiego, od 1893 profesor literatury powszechnej Uniwersytetu Karola. Był nominowany do nagrody Nobla za całokształt pracy literackiej.

## Twórczość
Jego spuścizna jest niezwykle bogata. Pozostawił olbrzymi dorobek sytuujący go pośród największych poetów czeskich i najpłodniejszych twórców świata. Już w pierwszych zbiorach Z głębin (1875) i Poezje epickie (1876) wystąpił jako poeta wszechstronny, liryk i epik z wyraźną skłonnością do refleksji, zdumiewający różnorodnością tematyki, imponujący walorami formy wykształconej głównie na poezji Victora Hugo i parnasistów francuskich. Dążył do szybkiego przeszczepienia kultury literackiej na grunt ojczysty, popadając nieraz w eklektyzm. Vrchlický dał się poznać jako nadzwyczaj zręczny wersyfikator, posługujący się z łatwością wszystkimi klasycznymi formami stroficznymi jak – na przykład – oktawa, strofa spenserowska i sonet. Równocześnie jednak narzucił sztywną, mechaniczną realizację wzorca metrycznego, zwłaszcza pięciostopowego jambu, odrzuconą dopiero przez poetów dwudziestego wieku. Rychło przezwyciężywszy młodzieńczy pesymizm, wniósł do poezji swój charakterystyczny ton – miłość i sensualistyczną afirmację życia. Zdobywał się na tony głębokiej zadumy, ostrej krytyki społecznej niesprawiedliwości, na gorące wyznania patriotyzmu, ukazywał stały postęp w historii ludzkości.

### Poglądy
Poglądy społeczne Vrchlickiego kształtowały się w duchu idei Wielkiej Rewolucji Francuskiej; procesy dziejowe pojmował poeta ewolucjonistycznie. Dał temu wyraz w zbiorze Duch i świat (1878) i w in., w których rozwijał koncepcję epicko-refleksyjnej epopei ludzkości. Problem sensu życia ludzkiego, wątpliwości co do przyszłości świata i kultury, całościowego krytycyzmu Vrchlickiego w stosunku do rzeczywistości, której groźne cienie kompensował idealnym wyobrażeniem stosunków ludzkich, znalazły wyraz w zbiorku poezji Sfinks (1883); motyw rewolucji społecznej w postaci chłopskiej rebelii przewija się przez Wiejskie ballady (1885) o tematyce czeskiej. Liryka osobista Vrchlickiego znalazła wyraz w tomach: Czarodziejski ogród (1885), Gorzkie ziarna (1889) i w in., gdzie miłość zmysłowa afirmowana jest przez odwołanie się do antycznego ideału harmonii duszy i ciała. Pobrzmiewa w nich też smutek i rozgoryczenie, pogłębiające się zwłaszcza w l. 90., gdy poeta przeżywał dramat małżeński, a równocześnie atakowany był przez modernistyczną generację literacką. Z bólu i zmagań o duchową równowagę zrodziła się liryka intymna Okna w burzy (1894). Przezwyciężywszy kryzys, doszedł Vrchlický znowu do radosnej afirmacji życia, pogłębionej filozoficzną refleksją, w zbiorze Drzewo życia (1909). W latach wzmożonej walki politycznej o prawa narodowe swój patriotyzm poeta wyraził metaforycznie w poemacie dramatycznym o buncie Żydów Bar Kochba (1897) i bezpośrednio w zbiorze poezji Moja ojczyzna (1903). Imponujący dorobek poetycki Vrchlickiego jest nierówny.

### Słabe strony talentu
Słabe strony talentu pojawiły się także w twórczości dramatycznej poety, której tematykę czerpał niemal wyłącznie z przeszłości, poprzestając na zewnętrznym kolorycie historycznym. Do najbardziej udanych jego utworów należy komedia z czasów Karola IV Noc na Karlsztejnie (1884) i trylogia-melodramat, z muzyką Fibicha, Hippodamia (Hippodamie: cz. I Zaloty Pelopsa,1890; cz. II Zgoda Tantala, 1891; cz. III Śmierć Hippodamii, 1891).

### Krytyk literacki
Vrchlický jako krytyk pilnie śledził ruch literacki na Zachodzie i zaznajamiał z nim rodaków. Jeszcze większe zasługi ma jako tłumacz, zwłaszcza poezji romańskiej: V. Hugo, parnasistów, Dantego, Tassa, Ariosta, Camõesa. Przekładał także Goethego, Byrona, Shelleya. Serdeczne więzy łączyły go z Polakami, z poezji polskiej przełożył wszystkie części Dziadów Mickiewicza (1895). Polskim romantykom składał nieraz hołd w swych poezjach i wypowiedziach.

## Ważniejsze zbiory
- Liryka
  - Z głębin (1875)
  - Sny o štěstí (1876)
  - Eklogi i pieśni (1880)
  - Mity I (1878)
  - Mity II, (1880)
  - Sfinks (1883)
  - Muzyka w duszy (1886)
  - Okna w burzy (1894)
  - Drzewo życia (1909)
  - Czarodziejski ogród (1885)
  - Gorzkie ziarna (1889)
  - Západy: cykly a rapsodie (1907)
- Epika
  - Duch i świat (1878)
  - Wiejskie ballady (1885)
- Poematy
  - Twardowski (1885)
  - Bar-Kochba (1897)
- Trylogie
  - Hippodamie (1889-1891)
- Dramaty
  - Noc na Karlsztejnie (1884)

Na język polski jego utwory tłumaczyli m.in. Maria Konopnicka, Bronisław Teodor Grabowski, Antoni Lange, Zenon Przesmycki (Miriam) i Leszek Engelking.